# Royal Crossing Club de Molenbeek
Dernière mise à jour : 25 octobre 2014.
Le Royal Crossing Club de Molenbeek est un ancien club de football belge, qui était localisé à Molenbeek-Saint-Jean, lors de sa dernière saison d'existence. Ce club a été fondé en 1913, et rejoint les séries nationales pour la première fois en 1942.Ses couleurs étaient bleu et blanc.
Porteur du matricule 451. Le club a joué 26 saisons dans les séries nationales, dont 7 au deuxième niveau.
En 1969, alors qu'il est promu en première division, le club fusionne avec le Royal Cercle Sportif de Schaerbeek (matricule 55) et part s'installer à Schaerbeek où il prend le nom de Royal Crossing Club de Schaerbeek, mais sous le « matricule 55 ». Le matricule 451 (du Crossing Molenbeek) est radié par la fédération.

## Repères historiques
- 1913 - fondation de Football Club Ganshoren.
- 1924 - 31/12/1924, Football Club Ganshoren pred le nom de Crossing Football Club Ganshoren (sans doute une reconstitution à la suite du premier conflit mondial).
- 1926 - 21/12/1926, Crossing Football Club Ganshoren se voit attribuer le matricule 451.
- 1938 - 26/07/1938, Crossing Football Club Ganshoren (451) est reconnu « Société Royale » et prend peu après le nom de Royal Crossing Football Club Ganshoren (451).
- 1942 - Royal Crossing Football Club Ganshoren (451) atteint les séries nationales pour la première fois et ne les quittent plus jusqu'à sa radiation en 1969 (exception faite de la saison 1944-1945 arrêtée en raison de l'évolution de la Seconde Guerre mondiale)
- 1959 - 24/06/1959, Royal Crossing Football Club Ganshoren (451) déménage au "Sippelberg" à Molenbeek-Saint-Jean et prend le nom de Royal Crossing Club de Molenbeek (451).
- 1969 - 30/06/1969, Royal Crossing Club de Molenbeek (451) fusionne avec ROYAL CLUB SPORTIF de SCHAERBEEK (55) pour former le Royal Crossing Club de Scharbeek (55). Le«  matricule 451 » est radié.

## Histoire
Le club est créé, en 1913, à Ganshoren (nord-ouest de Bruxelles) et reçoit le nom de Football Club Ganshoren'. Il est rapidement affilié auprès de l'UBSFA. Sans doute, le club connaît-il une période d'inactivité due à la Première Guerre mondiale. En décembre 1924, le cercle change son nom en Crossing Football Club Ganshoren. Il peut s'agir d'une reconstitution car en décembre 1926, il se voit attribuer un numéro plutôt élevé pour un club fondé en 1913: matricule 451. Par rapport à sa création, qui remonte 1913, le cercle aurait en théorie obtenu un matricule aux alentours du numéro 50.
En 1938, reconnu Société Royale, l'association prend le nom de Royal Crossing FC Ganshoren.
Il évolue dans les séries inférieures bruxelloises jusqu'à la Seconde Guerre mondiale. En 1941, il apparaît pour la première fois en séries nationales : en Promotion, à l'époque 3e et plus bas niveau national du football belge. Il y séjourne neuf saisons consécutives. La plupart du temps, le Crossing lutte pour son maintien. Paradoxalement, c'est lorsqu'il réalise sa meilleure performance (6e) que le club doit reculer d'une division. Nous sommes en 1952 et le football belge connaît une grande réforme avec la création d'un quatrième niveau national. 
Le « Crossing » évolue donc en Promotion pendant les sept saisons qui suivent. Après une quatrième place puis une huitième, le club termine vice champion en 1955, mais à bonne distance (9 points) du SCUP Jette. Troisième en 1956, le matricule 451 échoue encore de peu en 1957, en finissant dans la foulée (3 points) du champion, le R. CS Brainois. La saison suivante est en demi-teinte (7e) puis sonne l'heure du succès. En 1959, le club remporte le titre de la Série A devant Sottegem.
La direction du club effectue alors le choix de meilleures installations et déménage vers Molenbeek-Saint-Jean (ouest de Bruxelles) et le « stade du Sippelberg ». Le matricule adapte son appellation et devient le Royal Crossing Club Molenbeek. 
Le cercle a le vent en poupe. Auteur d'une belle cinquième place pour son entrée en Division 3, il progresse sur la troisième marche du podium en 1961 puis enlève le titre en 1962 en devançant le R. FC Sérésien de 5 points. Le « Crossing » fait son entrée dans l'antichambre de l'élite. Le matricule 451 est le 101e club différent à atteindre ce niveau, le 19e club Brabançon différent et le 12e cercle Bruxellois différent.
Le « Crossing Molenbeek » joue sept saisons de rang en Division 2. Joliment 5e pour sa première saison, le club vit ensuite une saison plus délicate en luttant pour son maintien, finalement assuré par une modeste 13e place. Après deux championnats dans le « ventre mou » du classement, la montée parmi l'élite lui échappe de peu en 1967 quand il termine à 4 points des deux promus, Beveren et l'Olympic de Charleroi. La sixième saison est décevant avec de nouveau la peur de la descente et un 13e rang final. Vient alors le moment de la consécration. 1969, après un long coude à coude et une saison palpitante, le « Crossing » termine à égalité de points avec l'AS Ostende et une unité de mieux que Waterschei. Le club côtier est sacré champion pour avoir remporté une victoire de plus, mais la place de vice champion ouvre les portes de la Division 1 au matricule 55. Celui-ci devient le 54e club différent (ex æquo avec Ostende) à entrer dans la plus haute division du football belge. Il est le 18e club Brabançon différent et le 16e cercle Bruxellois différent à décrocher cet honneur.  Par le fait de la fusion, le « 451 » ne joue jamais parmi l'élite et la statistique évoquée ci-avant se reporte au « matricule 55 » !
Hasard de l'Histoire, le « Crossing » obtient son billet pour la « D1 », alors que quelques kilomètres plus au sud, l'autre grand club de Molenbeek-Saint-Jean, le Daring Club de Bruxelles est définitivement relégué de l'élite, où il a joué 48 saisons et conquit 5 titres nationaux. En fait, la commune de Molenbeek-Saint-Jean se retrouve sans club de « D1 » (elle devra attendre 4 ans et la fusion du « Racing White » et du « Daring » formant le RWDM), car une fois de plus, les dirigeants du Crossing optent pour un nouveau déménagement ! Le matricule 55 déménage vers Schaerbeek (est de Bruxelles) où il fusionne avec le R. SC Schaerbeek (matricule 451) et s'installe dans le très coquet stade du Parc Josaphat, qui prend depuis le nom qu'il porte toujours « stade du Crossing ». Le club adopte alors la dénomination sous laquelle il est le plus connu:  Royal Crossing Club de Schaerbeek.

## Résultats dans les divisions nationales
Statistiques clôturées, club disparu

### Palmarès
- 1 fois champion de Belgique de D3 en 1962
- 1 fois champion de Belgique de Promotion en 1959

### Bilan
| Niv | Divisions     | Jouées | Titres | TM Up | TM Down |
| --- | ------------- | ------ | ------ | ----- | ------- |
| I   | 1re nationale | 0      | 0      |       |         |
| II  | 2e nationale  | 7      | 0      |       |         |
| III | 3e nationale  | 12     | 1      |       |         |
| IV  | 4e nationale  | 6      | 1      |       |         |
| V   | 5e nationale  | 0      | 0      |       |         |
|     |               |        |        |       |         |
|     | TOTAUX        | 25     | 2      | 0     | 0       |

- TM Up : test-match pour départager des égalités, ou toutes formes de Barrages ou de Tour final pour une montée éventuelle.
- TM Down : test-match pour départager des égalités, ou toutes formes de Barrages ou de Tour final pour le maintien.

### Classements
| Ordre | Saison  | Nom du club                                                     | Niveau                                                          | Classement final                                                | Remarques                                                       |
| ----- | ------- | --------------------------------------------------------------- | --------------------------------------------------------------- | --------------------------------------------------------------- | --------------------------------------------------------------- |
| 1     | 1942-43 | R. Crossing FC Ganshoren                                        | Promotion (D3) série D                                          | 13e/15                                                          |                                                                 |
| 2     | 1943-44 | R. Crossing FC Ganshoren                                        | Promotion (D3) série A                                          | 12e/14                                                          |                                                                 |
|       | 1944-45 | Compétitions interrompues                                       | Compétitions interrompues                                       | Compétitions interrompues                                       | Compétitions interrompues                                       |
| 3     | 1945-46 | R. Crossing FC Ganshoren                                        | Promotion (D3) série C                                          | 10e/18                                                          |                                                                 |
| 4     | 1946-47 | R. Crossing FC Ganshoren                                        | Promotion (D3) série B                                          | 7e/18                                                           |                                                                 |
| 5     | 1947-48 | R. Crossing FC Ganshoren                                        | Promotion (D3) série B                                          | 9e/16                                                           |                                                                 |
| 6     | 1948-49 | R. Crossing FC Ganshoren                                        | Promotion (D3) série A                                          | 13e/16                                                          |                                                                 |
| 7     | 1949-50 | R. Crossing FC Ganshoren                                        | Promotion (D3) série C                                          | 10e/16                                                          |                                                                 |
| 8     | 1950-51 | R. Crossing FC Ganshoren                                        | Promotion (D3) série A                                          | 11e/16                                                          |                                                                 |
| 9     | 1951-52 | R. Crossing FC Ganshoren                                        | Promotion (D3) série A                                          | 6e/16                                                           | Relégué!                                                        |
| 10    | 1952-53 | R. Crossing FC Ganshoren                                        | Promotion série B                                               | 4e/16                                                           |                                                                 |
| 11    | 1953-54 | R. Crossing FC Ganshoren                                        | Promotion série C                                               | 8e/16                                                           |                                                                 |
| 12    | 1954-55 | R. Crossing FC Ganshoren                                        | Promotion série B                                               | 2e/16                                                           |                                                                 |
| 13    | 1955-56 | R. Crossing FC Ganshoren                                        | Promotion série C                                               | 3e/16                                                           |                                                                 |
| 14    | 1956-57 | R. Crossing FC Ganshoren                                        | Promotion série B                                               | 2e/16                                                           |                                                                 |
| 15    | 1957-58 | R. Crossing FC Ganshoren                                        | Promotion série B                                               | 7e/16                                                           |                                                                 |
| 16    | 1958-59 | R. Crossing FC Ganshoren                                        | Promotion série A                                               | 1er/16                                                          | Champion et promu!                                              |
| 17    | 1959-60 | R. CC Molenbeek                                                 | Division 3 série A                                              | 5e/16                                                           |                                                                 |
| 18    | 1960-61 | R. CC Molenbeek                                                 | Division 3 série B                                              | 3e/16                                                           |                                                                 |
| 19    | 1961-62 | R. CC Molenbeek                                                 | Division 3 série B                                              | 1er/16                                                          | Champion et promu!                                              |
| 20    | 1962-63 | R. CC Molenbeek                                                 | Division 2                                                      | 5e/16                                                           |                                                                 |
| 21    | 1963-64 | R. CC Molenbeek                                                 | Division 2                                                      | 13e/16                                                          |                                                                 |
| 22    | 1964-65 | R. CC Molenbeek                                                 | Division 2                                                      | 7e/16                                                           |                                                                 |
| 23    | 1965-66 | R. CC Molenbeek                                                 | Division 2                                                      | 9e/16                                                           |                                                                 |
| 24    | 1966-67 | R. CC Molenbeek                                                 | Division 2                                                      | 3e/16                                                           |                                                                 |
| 25    | 1967-68 | R. CC Molenbeek                                                 | Division 2                                                      | 13e/16                                                          |                                                                 |
| 26    | 1968-69 | R. CC Molenbeek                                                 | Division 2                                                      | 2e/16                                                           | Promu!                                                          |
| X     | 1969    | Fusion avec le R. CS de Schaerbeek, le matricule 451 est radié. | Fusion avec le R. CS de Schaerbeek, le matricule 451 est radié. | Fusion avec le R. CS de Schaerbeek, le matricule 451 est radié. | Fusion avec le R. CS de Schaerbeek, le matricule 451 est radié. |